# Бухар-Жирау
Буха́р-Жира́у (каз. Бұқар жырау) — село у складі Бухар-Жирауського району Карагандинської області Казахстану. Адміністративний центр Бухар-Жирауського сільського округу.
Населення — 186 осіб (2021; 273 у 2009, 501 у 1999, 873 у 1989).
Національний склад станом на 1989 рік:
- казахи — 58 %.

До 1993 року село називалось Озерне.